# شهرستان تلکیف
شهرستان تلکیف یکی از شهرستان‌های استان نینوا در شمال عراق است. این شهرستان یکی از مناطق مسیحی نشین عراق است. اقلیتی از عرب‌های مسلمان و کردهای ایزدی نیز در این شهرستان زندگی می‌کنند.یکی از مناطق مورد مناقشه میان دولت اقلیم کردستان ودولت مرکزی که اکثر ساکنینش قبل از دولت بعث اشوری‌ها و کوردها بوده اند